# Adi Kailash
Der Adi Kailash (auch Chotta Kailash, „Kleiner Kailash“) ist ein Berg im Kumaon-Himalaya im indischen Bundesstaat Uttarakhand.
Der Adi Kailash liegt im Distrikt Pithoragarh. Er hat eine Höhe von 6191 m (oder 5925 m).
Der Adi Kailash gilt als Heiligtum der Hinduisten. Der Adi Kailash gilt als Wohnsitz des Gottes Shiva.
Am 8. Oktober 2002 wurde der Berg von einer Expedition bestehend aus den Briten Andy Perkins, Tim Woodward, Jason Hubert, Martin Welch, Diarmid Hearns, Jack Pearse und Amanda George sowie dem US-Amerikaner Paul Zuchowski über den Südwestgrat erstbestiegen. Sie stoppten wenige Meter unterhalb des Gipfels aus Respekt vor dem heiligen Berg.